# Trophée de Pompée
Le trophée de Pompée est un monument érigé par Pompée à sa propre gloire et situé dans l'Est des Pyrénées, sur la frontière entre l'Espagne et la France.

## Situation
Le tropaeum de Pompée se trouve au col de Panissars, l'un des cols de montagne les plus orientaux des Pyrénées, non loin de la mer Méditerranée, sur la frontière entre l'Espagne et la France, à 340 m d'altitude. Le site comprend également des ruines d'un prieuré médiéval (l'église Sainte-Marie de Panissars). L'ensemble du site (ruines du trophée et de l'église) est classé monument historique par la France. Environ un tiers du site se trouve en Espagne, le reste, en France, est propriété de la commune du Perthus. 
Côté français, il dépend administrativement de la commune du Perthus, dans le département des Pyrénées-Orientales et la région Languedoc-Roussillon. Pour l'Espagne, les entités responsables sont la commune de La Jonquera, la comarque d'Alt Empordà, la province de Gérone et la communauté autonome de Catalogne. 
Il est accessible depuis Le Perthus par une route carrossable et par le village de Riunoguès (commune française de Maureillas-las-Illas par une piste. Il est également traversé par le sentier de grande randonnée 10 (ou GR10).
Les Pyrénées ont de tout temps été parcourues à pied ou à dos de montures par les populations locales en de nombreux endroits, cependant, elles forment une barrière difficilement franchissable par des véhicules plus encombrants en dehors de quelques points de passage. Le col de Panissars fut, jusqu'au XVIIe siècle, le principal point de franchissement des Pyrénées orientales. Il est le point de jonction de deux voies romaines : la Via Augusta qui traversait la péninsule ibérique et la Via Domitia qui reliait les Pyrénées aux Alpes.
Le col de Panissars se trouve à proximité du col du Perthus, plus étroit, qui est devenu le point de passage principal durant l'époque moderne. Depuis, le col de Panissars n'est plus traversé par des voies  importantes, il est un lieu relativement sauvage et isolé, séparé du col du Perthus par une colline sur laquelle se trouve une forteresse du XVIIe siècle : le fort de Bellegarde. 
L'emplacement du trophée de Pompée a été nommé par plusieurs auteurs latins « sommet des Pyrénées » (Summus Pyrenaeus).

## Histoire
Construit en 71 avant J.-C., le trophée de Pompée est mis en carrière et démantelé vers la fin du IVe siècle ou le début du Ve siècle. On en retrouve de nombreuses pierres dans les différents éléments des fortifications romaines des Cluses, situées à proximité.
Une communauté de moines venus d'Arles-sur-Tech construit sur le site une église autour de l'an 1011. À la fin du XIe siècle, le lieu est devenu un prieuré dépendant de l'abbaye de Ripoll. Les guerres de frontière des XVIe et XVIIe siècles provoquent l'abandon du site et les pierres des bâtiments sont réutilisées, cette fois-ci pour la construction du fort de Bellegarde au XVIIe siècle.
Alors que l'existence du trophée de Pompée avait été oubliée depuis plusieurs siècles, son souvenir est réactivé par les négociateurs français du Traité des Pyrénées (1659) qui souhaitent trouver un argument pour fixer la frontière avec l'Espagne au niveau des Pyrénées, et non au niveau des Corbières, alors même que sa situation exacte était toujours inconnue. Les vestiges du trophée de Pompée seront retrouvés en 1984 lors d'un premier sondage du site à la suite de la découverte de blocs romains en remploi dans les murs de l'église Sainte-Marie lors d'une campagne de débroussaillage du site, en 1983, suivi d'une campagne de fouilles de 1985 à 1993,.
La partie française du site archéologique de Panissars, comprenant les ruines du trophée mais aussi celles de l'église Sainte-Marie et la via Domitia, est classée monument historique le 8 mars 2010.

## Architecture
D'après la reconstitution faite par le  conseil général des Pyrénées orientales, le monument était un arc de triomphe surmonté par une tour plus étroite de façon à former une terrasse à mi-hauteur. La base au sol était un carré de 35 m de côté traversé par les viae Domitia et Augusta. Deux hypothèses existent, dans la première l'ensemble arc de triomphe et tour s'inscrit dans une pyramide régulière de 35 m de hauteur et de base ; dans la seconde, la pyramide de 35 m de base a une hauteur de 60 m.
La tour était surmontée d'une statue de Pompée, et la face tournée vers l'Hispanie était décorée des titres des 876 conquêtes du général romain dans cette nouvelle province,.
Les fouilles mettent au jour la voie Domitienne marquée par les roues des chars, des tranchées en gradins destinées à recevoir des blocs de grès d'origine maritime et servant de fondations. Les accès au site, abrupts au niveau du trophée, ont probablement été transformés.

### Vidéo
- [vidéo] [vidéo] « Le Trophée de Pompée : du mythe à la réalité », 2014, Conseil général des Pyrénées-Orientales